# Кралят се забавлява
„Кралят се забавлява“ (на френски: Le roi s’amuse) е пиеса от френския писател Виктор Юго, написана през 1832 година.

## Място на действието
Действието в пиесата се развива в град Париж, през 152... години.

## Действащи лица
- Крал Франсоа I
- Трибуле
- Бланш
- Дьо Сен Валие
- Салтабадил
- Магелона
- Клеман Маро
- Дьо Пиен
- Дьо Горд
- Дьо Пардайан
- Дьо Брион
- Дьо Моншеню
- Дьо Монморанси
- Дьо Косе
- Дьо Латур-Ландри
- Дьо Вик
- Мадам Дьо Косе
- Госпожа Берард
- Придворен от свитата на кралицата
- Лакей на краля
- Лекар
- Придворни, пажове, хора от народа